# 舍佐德·卡里莫夫
舍佐德·卡里莫夫（1989年1月26日—），是一名乌兹别克足球运动员，司职中场，现在效力于塔什干棉农。

## 足球生涯
卡里莫夫在塔什干萨伊克松托胡尔开始足球生涯，2008年转会加盟克孜勒库姆，一年后转投乌兹别克豪门塔什干棉农，并在2009年首次入选乌兹别克国家足球队。
2013年2月28日，塔什干棉农宣布卡里莫夫租借到中国足球超级联赛球队青岛中能一年。 但是，他的表现不符合球队主教练张外龙的战术要求，联赛前12轮仅代表球队出场6次，全部都是替补出场，总出场时间为146分钟。2013年5月22日，他在2013年中国足协杯第三轮比赛和中甲球队哈尔滨毅腾的比赛射进加盟青岛的唯一一个进球，帮助球队5比2击败对手晋级下一轮，这场比赛也是他唯一一场代表球队打满全场的正式比赛。2013年6月，青岛中能宣布提前和卡里莫夫解除租借合同。